# Tropicus sagittarius
Tropicus sagittarius là một loài bọ cánh cứng trong họ Heteroceridae. Loài này được Pacheco miêu tả khoa học đầu tiên năm 1964.